# Mistrzostwa Ameryki Północnej i Karaibów w Piłce Ręcznej Kobiet 2023
Mistrzostwa Ameryki Północnej i Karaibów w Piłce Ręcznej Kobiet 2023 – trzecie mistrzostwa Ameryki Północnej i Karaibów w piłce ręcznej kobiet, oficjalny międzynarodowy turniej piłki ręcznej o randze mistrzostw kontynentu zorganizowany przez NACHC mający na celu wyłonienie najlepszej żeńskiej reprezentacji narodowej w Ameryce Północnej i Karaibach. Odbył się w dniach 22–25 sierpnia 2023 roku w stołecznym mieście Grenlandii, Nuuk. Mistrzostwa były jednocześnie eliminacjami do MŚ 2023.
O jedno miejsce premiowane awansem na MŚ 2023 rywalizowało pięć reprezentacji – w pierwszej fazie systemem kołowym, a następnie czołowa dwójka zmierzyła się w meczu finałowym, kolejne dwie zaś zagrały o trzecią lokatę. Fazę grupową z kompletem zwycięstw zakończyła reprezentacja Grenlandii, która zwyciężyła także w finale zdobywając tym samym pierwszy w historii kontynentalny tytuł.

## Faza grupowa
| 5 czerwca 202317:00 | Kuba | 26:32(12:10) | Meksyk | Inussivik, Nuuk |
| 5 czerwca 202317:00 |      | 26:32(12:10) |        | Inussivik, Nuuk |

| 5 czerwca 202320:00 | Grenlandia | 30:19(14:8) | Kanada | Inussivik, Nuuk |
| 5 czerwca 202320:00 |            | 30:19(14:8) |        | Inussivik, Nuuk |

| 6 czerwca 202317:30 | Kanada | 26:11(14:6) | Stany Zjednoczone | Inussivik, Nuuk Widzów: 250 |
| 6 czerwca 202317:30 |        | 26:11(14:6) |                   | Inussivik, Nuuk Widzów: 250 |

| 6 czerwca 202320:00 | Kuba | 19:25(13:12) | Grenlandia | Inussivik, Nuuk Widzów: 1 200 |
| 6 czerwca 202320:00 |      | 19:25(13:12) |            | Inussivik, Nuuk Widzów: 1 200 |

| 7 czerwca 202317:30 | Meksyk | 25:32(14:19) | Kanada | Inussivik, Nuuk Widzów: 400 |
| 7 czerwca 202317:30 |        | 25:32(14:19) |        | Inussivik, Nuuk Widzów: 400 |

| 7 czerwca 202320:00 | Grenlandia | 27:12(16:5) | Stany Zjednoczone | Inussivik, Nuuk Widzów: 1 200 |
| 7 czerwca 202320:00 |            | 27:12(16:5) |                   | Inussivik, Nuuk Widzów: 1 200 |

| 9 czerwca 202317:30 | Stany Zjednoczone | 22:30(8:15) | Meksyk | Inussivik, Nuuk Widzów: 400 |
| 9 czerwca 202317:30 |                   | 22:30(8:15) |        | Inussivik, Nuuk Widzów: 400 |

| 9 czerwca 202320:00 | Kanada | 27:24(12:12) | Kuba | Inussivik, Nuuk Widzów: 400 |
| 9 czerwca 202320:00 |        | 27:24(12:12) |      | Inussivik, Nuuk Widzów: 400 |

| 10 czerwca 202317:30 | Stany Zjednoczone | 12:36(6:15) | Kuba | Inussivik, Nuuk Widzów: 300 |
| 10 czerwca 202317:30 |                   | 12:36(6:15) |      | Inussivik, Nuuk Widzów: 300 |

| 10 czerwca 202320:00 | Meksyk | 22:24(8:14) | Grenlandia | Inussivik, Nuuk |
| 10 czerwca 202320:00 |        | 22:24(8:14) |            | Inussivik, Nuuk |

## Faza pucharowa

### Mecz o 3. miejsce
| 11 czerwca 202313:00 | Meksyk | 29:27(12:11) | Kuba | Inussivik, Nuuk Widzów: 900 |
| 11 czerwca 202313:00 |        | 29:27(12:11) |      | Inussivik, Nuuk Widzów: 900 |

### Mecz o 1. miejsce
| 11 czerwca 202316:00 | Grenlandia | 17:15(9:6) | Kanada | Inussivik, Nuuk Widzów: 1 400 |
| 11 czerwca 202316:00 |            | 17:15(9:6) |        | Inussivik, Nuuk Widzów: 1 400 |

## Klasyfikacja końcowa
| Miejsce | Reprezentacja     | Uwagi          |
| ------- | ----------------- | -------------- |
| złoto   | Grenlandia        | awans: MŚ 2023 |
| srebro  | Kanada            | -              |
| brąz    | Meksyk            | -              |
| 4       | Kuba              | -              |
| 5       | Stany Zjednoczone | -              |

## Nagrody indywidualne
Nagrody indywidualne otrzymały:
| Najlepsza bramkarka | Najlepsza lewoskrzydłowa | Najlepsza lewa rozgrywająca | Najlepsza środkowa rozgrywająca | Najlepsza prawa rozgrywająca | Najlepsza prawoskrzydłowa | Najlepsza obrotowa | MVP          |
| ------------------- | ------------------------ | --------------------------- | ------------------------------- | ---------------------------- | ------------------------- | ------------------ | ------------ |
| Vassilia Gagnon     | Andrea Heilmann          | Myriam Zimmer               | Najaaja Lyberth                 | Rosa Armenteros              | Maksi Pallas              | Arisleidy Herrera  | Ivalu Bjerge |